# Maryborough
Maryborough város Ausztráliában, Queensland államban. A Mary folyó partján fekszik, néhány km-re a folyó Korall-tengeri torkolatától és a Fraser-szigettől. Az állam fővárosától, Brisbane-től körülbelül 255 km-re északra található. Lakosainak száma megközelítőleg 22 000 fő. A város szoros kapcsolatban áll a közeli Hervey Bay várossal, mellyel közösen Fraser Coast néven az ország egyik legjobban fejlődő körzetének számít. 

## Neve
A várost és a folyót egyaránt Lady Mary Lennoxról nevezték el 1847-ben, aki Új-Dél-Wales kormányzójának felesége volt.

## Története
1847-ben alapították, és 1905-ben kapott városi rangot. A 19. században Maryboroughba érkeztek meg a queenslandi bevándorlók a világ minden tájáról. 
A turizmus nagy szerepet játszik a város életében. Ezenkívül a halászat és a farmgazdálkodás is jelentős. Több 19-20. századi épülete is megőrződött, például a Postahivatal vagy a Vámház. 

## Híres emberek
- Itt született Pamela Lyndon Travers (1899–1996) írónő, a Mary Poppins-könyvek szerzője.

## Testvérvárosok
- Tauranga, Új-Zéland

## Fordítás
Ez a szócikk részben vagy egészben  a   Maryborough, Queensland című angol Wikipédia-szócikk ezen változatának fordításán alapul.  Az eredeti cikk szerkesztőit annak laptörténete sorolja fel. Ez a jelzés csupán a megfogalmazás eredetét és a szerzői jogokat jelzi, nem szolgál a cikkben szereplő információk forrásmegjelöléseként.